# Карир (Оклахома)
Карир (енгл. Carrier) град је у америчкој савезној држави Оклахома.

## Демографија
По попису из 2010. године број становника је 85, што је 8 (10,4%) становника више него 2000. године.
| Група             | 2000.      | 2010.      |
| Белци             | 75 (97,4%) | 79 (92,9%) |
| Афроамериканци    | 0 (0,0%)   | 0 (0,0%)   |
| Азијати           | 0 (0,0%)   | 0 (0,0%)   |
| Хиспаноамериканци | 0 (0,0%)   | 0 (0,0%)   |
| Укупно            | 77         | 85         |